# Myrdhinn ou l'Enchanteur Merlin
Myrdhinn ou l'Enchanteur Merlin (sous-titré Son histoire, ses œuvres, son influence) est un ouvrage du vicomte Théodore Hersart de La Villemarqué paru en 1862. Il y fait la synthèse des informations connues à son époque à propos de Merlin. Cet ouvrage sert de source d'inspiration à  Théophile Briant dans son œuvre pseudo-historique et occultiste Le Testament de Merlin. Le premier chapitre de ce livre, intitulé « Merlin, personnage réel », a servi de source à l'article de Merlin dans le dictionnaire Larousse de l'époque, où il est présenté comme un barde et un poète doué de prophétie. À travers cet article, le travail de la Villemarqué a influencé les artistes, notamment Guillaume Apollinaire dans L'Enchanteur pourrissant.